# Шостак, Михаил Александрович
Михаил Александрович Шостак (1847 — 23 января 1911) — начальник Кавказского горного управления, горный инженер, действительный статский советник (с 1896). Происходит из старинного рода дворян Таврической губернии.

## Биография
Михаил Александрович Шостак родился в 1847 году, в семье наказного атамана казачьего войска, а затем коменданта города Одессы генерал-лейтенанта Александра Андреевича Шостака. Внук таврического вице-губернатора и землевладельца Шостака Андрея Ильича (1759-1819). Также у Михаила Александровича были братья — Сергей, Петр, Андрей и Лев.
Образование он получил в горном корпусе, курс которого окончил в 1867 году. В том же году начал свою служебную карьеру в Грушевском горном поселении, где был определён на Грушевский каменноугольный рудник Области Войска Донского, где им были установлены первые паровые машины.
В 1871 году зачислен по Главному горному управлению с откомандированием к потомственному почётному гражданину Полякову для устройства каменноугольной копи в Донбассе. Затем перешёл на службу в кабинет Его Величества и заведовал золотыми кабинетскими рудниками в Восточной Сибири, управлял Карийскими, затем Урюмскими золотыми промыслами.
За счёт казны был командирован за границу для изучения опыта разработки золотых россыпей, в том числе и гидравлическим способом. За полтора года побывал в Америке, Австралии и Африке. По возвращении из командировки написал труд «Гидравлический способ обработки золота». А в 1886 году впервые в России применил гидравлический способ разработки грунтов с помощью элеватора.
В 1891 году назначен окружным инженером Тобольско-Акмолинского горного округа, затем — чиновником особых поручений.
В 1894 году назначен помощником начальника Томского горного управления, а в 1896 году стал начальником того же управления, в чине действительного статского советника.
По его инициативе и непосредственном участии Томским горным управлением была предпринята обширная работа по изданию геологической карты, на которой были отмечены золотые прииски и месторождения полезных ископаемых Западной Сибири. За эту работу Томское горное управление на Всероссийской выставке в Нижнем Новгороде получило Золотую медаль.
В 1899 году Михаил Александрович был переведён в Тифлис на должность начальника Кавказского горного управления.
В 1903 году вышел в отставку и стал заниматься частным горным промыслом, поисками и разведкой месторождений медных руд, нефти и золота на Кавказе. В частности, исследовал Батумский округ, Сванетию и многие другие места.
Был членом географического общества и общества горных инженеров.
В 1910 году, незадолго до смерти, был избран директором-распорядителем Уральско-Каспийского нефтяного общества.

## Работы
- «Гидравлический способ обработки золота».
- «Золотопромышленность в Томской горной области» (1896).
- «Исторический очерк развития горного дела на Кавказе (1801—1901 гг.)».
- «По Раче и Сванетии» // Известия Кавказского отделения Русского географического общества. Т. XVI, вып. 1. Тифлис, 1903.

Написал также много статей для следующих журналов и газет:
- «Вестник Золотопромышленности»
- «Горный журнал»
- «Известия горных инженеров»
- «Голос Правды»
- «Новое время»